# Josef Firmans (Regisseur)
Josef Firmans (* 29. August 1884 in Blankenburg, Bezirk Rudolstadt; † 22. September 1957 in Gera) war ein deutscher Filmregisseur, Schauspieler, Oberspielleiter und Intendant.

## Die frühen Jahre
Firmans entstammte einer alten Theaterfamilie (Vater: Georg Firmans, Bruder: Lothar Firmans) und stand seit 1887 mit Kinderrollen auf der Bühne des Vaters. Als Profi-Schauspieler debütierte er 1901 in Hanau. Es folgten Verpflichtungen an Spielstätten in der Provinz, darunter Eutin, Wiesbaden, Schweidnitz, Hannover und Königsberg. In Berlin angekommen, wirkte Firmans unter anderem am Residenz-Theater, dem Lustspielhaus und am Theater am Nollendorfplatz. 1907 kam zur Schauspieltätigkeit auch die Theaterregie hinzu, seit 1912 wirkte er als Oberspielleiter (sowohl Sprechtheater als auch Opern- und Operettenregie).
Nach dem Ersten Weltkrieg, den Firmans an der Front verbracht hatte, war er in Halle und Darmstadt tätig. Schließlich fand er sich in der Endphase der Weimarer Republik in Leipzig ein, wo er als Schauspieler, Oberspielleiter, künstlerischer Beirat und Stellvertreter des Direktors ans Komödienhaus verpflichtet wurde. Aus dieser Position will er infolge der Machtübernahme durch die Nationalsozialisten 1933 entfernt worden sein, angeblich wegen seiner langjährigen (seit 1901) Mitgliedschaft in der Gewerkschaft. Ein Karriereabbruch kann jedoch nicht konstatiert werden; vielmehr wurde er nach Zwischenstationen in Magdeburg und Darmstadt noch im September 1933 für zwei Jahre als Oberspielleiter an das Heidelberger Stadttheater verpflichtet. Schließlich ließ er sich in Dresden nieder und übernahm die Oberspielleitung an der Landesbühne Sachsen, einer Wanderbühne mit zwei Spielgruppen unter der Leitung des Intendanten Walter Heidrich.

## Nach dem Zweiten Weltkrieg
Von den Sowjets als unbelastet eingestuft, erhielt der Gewerkschaftsveteran nach einem Intermezzo als Bauer in der Sächsischen Schweiz um 1946/47 die Intendanz des Gewerkschaftstheaters im sächsischen Pirna. Außerdem wirkte er inszenatorisch an den Sommertheatern von Rathen und Schandau. An den Vereinigten Kreistheatern Crimmitschau-Glauchau beging er 1951 sein 50-jähriges Bühnenjubiläum. Seine wichtigste Rolle dort wurde der Hauptmann von Köpenick im gleichnamigen Stück. 1953 trat Firmans ein Engagement nach Gera an; es sollte seine letzte Bühnenstation werden.

## Tätigkeit beim Film
In der Filmbranche war Firmans nur wenige Jahre aktiv; zwischen 1920 und 1923 inszenierte er in München und Leipzig eine Handvoll Filme. Dabei handelte es sich um filmhistorisch bedeutungslose Nebenwerke mit, abgesehen von Erna Morena und Grete Reinwald, weitgehend unbekannten Darstellern.
Im November 1922 wurde er an der Seite von Oskar Gangloff Vorstand bei der Flag Filmindustrie und Lichtspiel Aktiengesellschaft in Leipzig. Durch Beschluss der Generalversammlung vom 16. Dezember 1922 wurde der Firmensitz nach Berlin verlegt und durch Beschluss vom 13. August 1923 nach München. Von da an leitete Firmans das Unternehmen als Alleinvorstand. 1924 wurden Niederlassungen in Düsseldorf und Berlin errichtet. Ende Juni oder Anfang Juli 1925 schied er als Vorstand aus.
Von 1923 bis 1926 war Firmans auch Geschäftsführer bei der Industrie Propaganda Filmgesellschaft Inprofilm GmbH und der Dorry-Renü Grotesk-Film GmbH in München.

## Filmografie (als Regisseur)
- 1920: Das Herrenrecht
- 1921: Am Narrenseil, Teil 1: Schreckenstage der Finanzkreise (auch Drehbuch)
- 1921: Am Narrenseil, Teil 2: Rätsel der Kriminalistik (auch Drehbuch)
- 1922: Verbrecher in Uniform (auch Drehbuch und Produzent)
- 1922: Teufelssymphonie
- 1922: Der Mann ohne Beruf (Koregie, Produzent)
- 1923: Dr. Sacrobosco, der große Unheimliche (auch Produzent)